# عثمان كامل
اللواء أركان حرب عثمان كامل، عسكري مصري، كان قائد اللواء 14 مدرع، خلال حرب أكتوبر 1973.
اللواء أركان حرب عثمان كامل من سلاح المدرعات.
تخرج من الكلية الحربية في فبراير 1952. حصل على درجة ماجستير من كلية القادة والأركان و على درجة الزمالة من أكاديمية ناصر العسكرية العليا. تولى العديد من المراكز القيادية في المدرعات حتى قائد فرقة. كما شغل منصب رئيس كرسى الفن التعبوى وكرسى الاستراتيجية بأكاديمية ناصر العسكرية العليا و عمل رئيسا لهيئة البحوث العسكرية للقوات المسلحة.
شارك في حرب 1956 وحرب اليمن وحرب أكتوبر 1973 وحصل على نجمة الشرف العسكرية و له العديد من المؤلفات والدراسات في المجلات العسكرية المصرية والأجنبية.